# Rudy Haddad
Rudy Haddad (Parigi, 5 febbraio 1985) è un ex calciatore francese, di ruolo centrocampista.

## Carriera
Ha giocato nella massima serie di Francia e Israele.

## Palmarès

### Club

#### Competizioni nazionali
- Coppa di Francia: 1

Paris Saint-Germain: 2005-2006